# Thomas Buffel
Thomas Buffel (ur. 19 lutego 1981 w Brugii) – piłkarz belgijski grający na pozycji ofensywnego pomocnika.

## Kariera klubowa
Buffel jest wychowankiem małego klubu wywodzącego się z jego rodzinnej miejscowości Ruddervoorde. Następnie trafił do bardziej znanego Cercle Brugge. W drużynie tej jednak nie zdołał zadebiutować w lidze belgijskiej i w 1999 roku trafił do holenderskiego Feyenoordu. Przez rok terminował w tamtejszej szkółce, a następnie na 2 lata został wypożyczony do drugoligowego Excelsioru Rotterdam, będącego filią Feyenoordu. W Excelsiorze spisywał się na tyle dobrze (strzelił 27 bramek), że wrócił do Feyenoordu. W Eredivisie zadebiutował 10 września 2002 w wygranym 4:1 meczu z Excelsiorem, a w kolejnym meczu z FC Twente (5:1) zdobył 2 gole. Szybko wywalczył więc miejsce w wyjściowej jedenastce i sezon 2002/2003 zakończył z 18 bramkami na koncie i 3. miejscem w lidze. W kolejnym, czyli 2003/2004, zdobył 15 goli, wystąpił w rozgrywkach Pucharu UEFA i ponownie zajął 3. pozycję. Latem 2004 trenerem zespołu został Ruud Gullit, który zmienił Berta van Marwijka. Wtedy powstał konflikt pomiędzy Gullitem i Buffelem i Belg już po pół roku odszedł z zespołu.
W styczniu 2005 Buffel podpisał 4,5-roczny kontrakt ze szkockim Rangers, który zapłacił za niego 2,3 miliona funtów. W Rangersach zadebiutował w meczu Pucharu Szkocji przeciwko Celtikowi, przegranym 1:2. Z czasem wskoczył do podstawowej jedenastki i do końca sezonu strzelił 5 goli w 18 spotkaniach Scottish Premier League. Został mistrzem Szkocji, a do tego dołożył triumf w Puchar Ligi Szkockiej. Sezon 2005/2006 nie był tak udany dla Rangersów jak poprzedni i zajęli oni dopiero 3. miejsce w lidze (29 meczów, 4 gole Thomasa) i odpadli w 1/8 finału Ligi Mistrzów. Na początku roku 2007 Buffel doznał kontuzji i 9 lutego przeszedł operację kolana, która wyeliminowała go z gry do końca sezonu 2006/2007. W kolejnym sezonie rozegrał tylko jedno spotkanie w Scottish Premier League. Dlatego też latem 2008 postanowił odejść do Cercle Brugge. W 2009 roku został zawodnikiem klubu KRC Genk. Karierę kończył w sezonie 2018/2019 jako zawodnik SV Zulte Waregem.
| Sezon   | Klub             | Kraj     | Rozgrywki               | Mecze | Bramki |
| ------- | ---------------- | -------- | ----------------------- | ----- | ------ |
| 1999/00 | Feyenoord        | Holandia | Eredivisie              | 0     | 0      |
| 2000/01 | SBV Excelsior    | Holandia | Eerste divisie          | 31    | 12     |
| 2001/02 | SBV Excelsior    | Holandia | Eerste divisie          | 32    | 15     |
| 2002/03 | Feyenoord        | Holandia | Eredivisie              | 31    | 18     |
| 2003/04 | Feyenoord        | Holandia | Eredivisie              | 34    | 15     |
| 2004/05 | Feyenoord        | Holandia | Eredivisie              | 15    | 2      |
| 2004/05 | Rangers          | Szkocja  | Scottish Premier League | 15    | 4      |
| 2005/06 | Rangers          | Szkocja  | Scottish Premier League | 29    | 4      |
| 2006/07 | Rangers          | Szkocja  | Scottish Premier League | 17    | 3      |
| 2007/08 | Rangers          | Szkocja  | Scottish Premier League | 1     | 0      |
| 2008/09 | Cercle Brugge    | Belgia   | Eerste Klasse           | 30    | 3      |
| 2009/10 | Cercle Brugge    | Belgia   | Eerste Klasse           | 5     | 2      |
| 2009/10 | KRC Genk         | Belgia   | Eerste Klasse           | 30    | 5      |
| 2010/11 | KRC Genk         | Belgia   | Eerste Klasse           | 33    | 1      |
| 2011/12 | KRC Genk         | Belgia   | Eerste Klasse           | 33    | 8      |
| 2012/13 | KRC Genk         | Belgia   | Eerste Klasse           | 39    | 4      |
| 2013/14 | KRC Genk         | Belgia   | Eerste Klasse           | 35    | 6      |
| 2014/15 | KRC Genk         | Belgia   | Eerste Klasse           | 34    | 6      |
| 2015/16 | KRC Genk         | Belgia   | Eerste Klasse           | 40    | 9      |
| 2016/17 | KRC Genk         | Belgia   | Eerste Klasse           | 29    | 3      |
| 2017/18 | KRC Genk         | Belgia   | Eerste Klasse           | 34    | 3      |
| 2018/19 | SV Zulte Waregem | Belgia   | Eerste Klasse           | 19    | 4      |

## Kariera reprezentacyjna
W reprezentacji Belgii Buffel zadebiutował 12 października 2002 w wygranym 1:0 wyjazdowym meczu z Andorą. Natomiast swojego pierwszego gola w kadrze zdobył w kwietniu 2003 w wygranym 3:1 meczu z Polską. Ma za sobą występy w eliminacjach do Euro 2004 oraz MŚ 2006, był też pewnym punktem kadry w kwalifikacjach do Euro 2008.